# Thoolse dijkbeemden
De Thoolse dijkbeemden is een natuurgebied in de Zeeuwse gemeente Tholen.
Het gebied van 93 ha is in bezit van Staatsbosbeheer en bestaat uit de taluds van een aantal oude zeedijken op het eiland Tholen, zoals de Puitse Dijk. Sommige hiervan zijn mogelijk in de 11e eeuw al aangelegd.
De meeste dijken zijn beplant met populieren, essen, wilgen en walnoten. Van de kruiden kunnen worden genoemd: agrimonie, wilde marjolein en kaardebol.